# Macrargus alpinus
Macrargus alpinus is een spinnensoort in de taxonomische indeling van de hangmatspinnen (Linyphiidae).
Het dier behoort tot het geslacht Macrargus. De wetenschappelijke naam van de soort werd voor het eerst geldig gepubliceerd in 1993 door Li & Zhu.